# Jetske Reinou van der Malen
Jetske Reinou Renuke van der Malen (getauft am 23. Oktober 1681 in Leeuwarden; gestorben am 9. März 1752 ebenda) war eine niederländische Dichterin.

## Leben

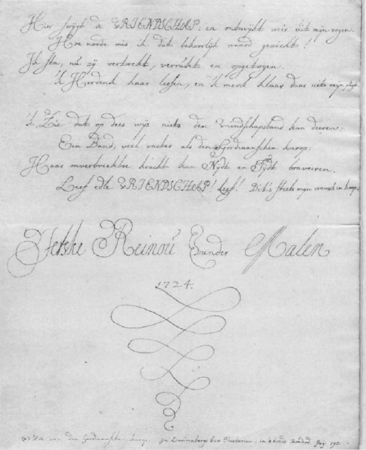
Autograph von Jetske Reinou van der Malen, Schluss ihres Gedichts De vriendschap op den troon und Unterschrift, datiert 1724

Jetske Reinou van der Malen wurde am 23. Oktober 1681 in Leeuwarden getauft. Sie war die älteste Tochter des Anwalts Michael van der Malen (1646–1691) und Rixt de Horn (1662–1731). Sie hatte fünf Geschwister, drei ihrer Brüder starben in jungen Jahren. Ihre Familie war sehr wohlhabend, ihr Vater war Anwalt am Friesischen Gerichtshof, Präsident des Friesisch-Nassauischen Militärgerichts und von 1686 bis 1689 Stadtrat von Leeuwarden. Als sie zehn Jahre alt war, starb ihr Vater im August 1691. Ihre Mutter heiratete 1694 Johannes Hemsterhuis. Im Jahr 1704 wurde Hemsterhuis zum Professor der Medizin in Franeker ernannt, wohin die Familie zog. Allerdings kehrte ihre Mutter mit ihren drei Töchtern bereits 1706 nach dem Tod ihres Stiefvaters in die Hauptstadt Frieslands zurück.
Die erste Veröffentlichung eines Gedichtes von Van der Malen erfolgte im Jahr 1709. Es war das Gedicht „Eerepalmen gestrooyd voor de doorlugtigsten vorst en heere Johan Willem Friso, prince van Oranje en Nassau“ (Ehrenpalmen, gestreut für den durchlauchtigsten Fürsten  und Herrn Johan Willem Friso, Prinz von Oranien und Nassau). In dem Vorwort „Bescheiden en dichtkundige lezer“ erklärte sie, dass sie das Gedicht dem Prinzen zwei Monate vor dem Erscheinen im Druck als Manuskript übergeben habe, es seitdem jedoch viele Male mit allen möglichen Fehlern abgeschrieben worden sei. Aus diesem Grund sah sie sich veranlasst, das Gedicht im Druck zu veröffentlichen, obwohl das eigentlich nicht ihre Absicht gewesen sei. Es folgten zwei weitere politische Gelegenheitsgedichte, eines über den Unfall von Johan Willem Friso im Jahr 1711 und eines über den 1713 in Utrecht geschlossenen Frieden. Ein Gedicht zum Gedenken an ihren Verleger in Leeuwarden François Halma wurde 1722 veröffentlicht.
Auch dieses Gedicht nahm sie in die Sammlung „Zede-, mengel- en lykgedichten“ von 1728 auf. In dem Buch befinden sich 55 Gedichte und eine Reihe von Kupferstichen. Darin ist die älteste Datierung aus dem Jahr 1702, sie verfasste dieses Gedicht vermutlich jedoch an ihrem neunzehnten Geburtstag, also im Jahr 1700. In dem Gedicht bezieht sie sich auf ihre Beichte im Jahr 1699 und ihre Teilnahme am Heiligen Abendmahl. Die Sammlung ist verschiedenen Predigern in Leeuwarden gewidmet und erneut erklärte sie, dass es nicht ihre Absicht gewesen sei, diese 21 Gedichte zu veröffentlichen, sondern dass sie sich auf Drängen ihrer Freunde dazu entschlossen hatte, die moralischen Gedichte drucken zu lassen. Später fügte sie 27 Trauergedichte bei. Das letzte Gedicht der Sammlung stammt aus dem Jahr 1727.
Ihre Gedichte geben einen Hinweis auf die Kreise, in denen sie sich bewegte. Die Widmung an örtliche Prediger und ihre moralischen Gedichte scheinen darauf hinzudeuten, dass sie sich in pietistischen Kreisen bewegte. Dies war zwischen 1710 und 1740 in Leeuwarden nicht ungewöhnlich. Zu der Zeit gab es weitere Frauen, wie die Pfarrersfrauen Alegunda Ilberi und Magdalena Pollius, die ebenfalls moralische Gedichte schrieben. Eine ähnlich erbauliche Poesie stammt von Aurelia Zwartte, die sich in ihren Gedichten mehrmals voller Bewunderung auf Van der Malen bezieht. Ihre Trauergedichte zeigen ihre freundschaftlichen Beziehungen zu prominenten friesischen Familien wie den Hubers und den Van Sytzamas. In diesen Gedichten erwähnt sie auch Tjerksma, „den Bauernhof, auf dem die Dichterin im Sommer wohnt“. Der Hof soll in der gleichen Region in der Nähe von Roordahuizum gelegen haben und war wahrscheinlich im Besitz ihrer Schwester Eelckien und deren Mann.
Von Van der Malen sind keine Gedichte aus der Zeit nach 1727 bekannt. Über das weitere Leben der Dichterin ist teilweise aus diesem Grund wenig bekannt. Jetske Reinou van der Malen starb am 9. März 1752 in Leeuwarden und wurde am 17. März in der Großen oder Jakobinerkirche begraben.